# 茱莉亞學院
茱莉亞學院，也称茱莉亞學校，是世界顶级的表演藝術學校之一，成立于1905年，坐落于美國纽约市曼哈顿上西城的林肯表演艺术中心。學校的課程分為舞蹈、戲劇與音樂三個專業學科。

## 歷史
1905年以前，由于美国没有顶级的音乐学校，太多的学生远赴欧洲进修。于是茱莉亚学院的前身——「音樂藝術學院」（Institute of Musical Art）于1905年被建成。在建成之时，学院位于曼哈顿的第五大道和12号街。在建校之初，学院曾招生500余人。此后1910年，学院曾一度将校址移至曼哈顿西北部晨边高地的克莱蒙特大道。
1920年，紡織商人奧古斯特斯·朱利亞德（Augustus D. Juilliard）为发展美国的音乐业，捐赠了一笔可观的资金成立了「茱莉亞基金會」，其後基金会购置了位于曼哈顿52号大街东段49号的范德堡家族招待所，於1924年創立了「茱莉亞研究院」（Juilliard Graduate School）。
1926年「音樂藝術學院」與「茱莉亞研究院」合併，并由哥伦比亚大学的教授约翰·厄斯金（John Erskine）担任校长。兩個学校有自己的院长和校风。身兼指挥家和音乐教育家的弗兰克·达姆罗什（Frank Damrosch）接任研究院院长一职，澳大利亚籍钢琴家和作曲家埃内斯特·哈奇森（Ernest Hutcheson）任学院院长。

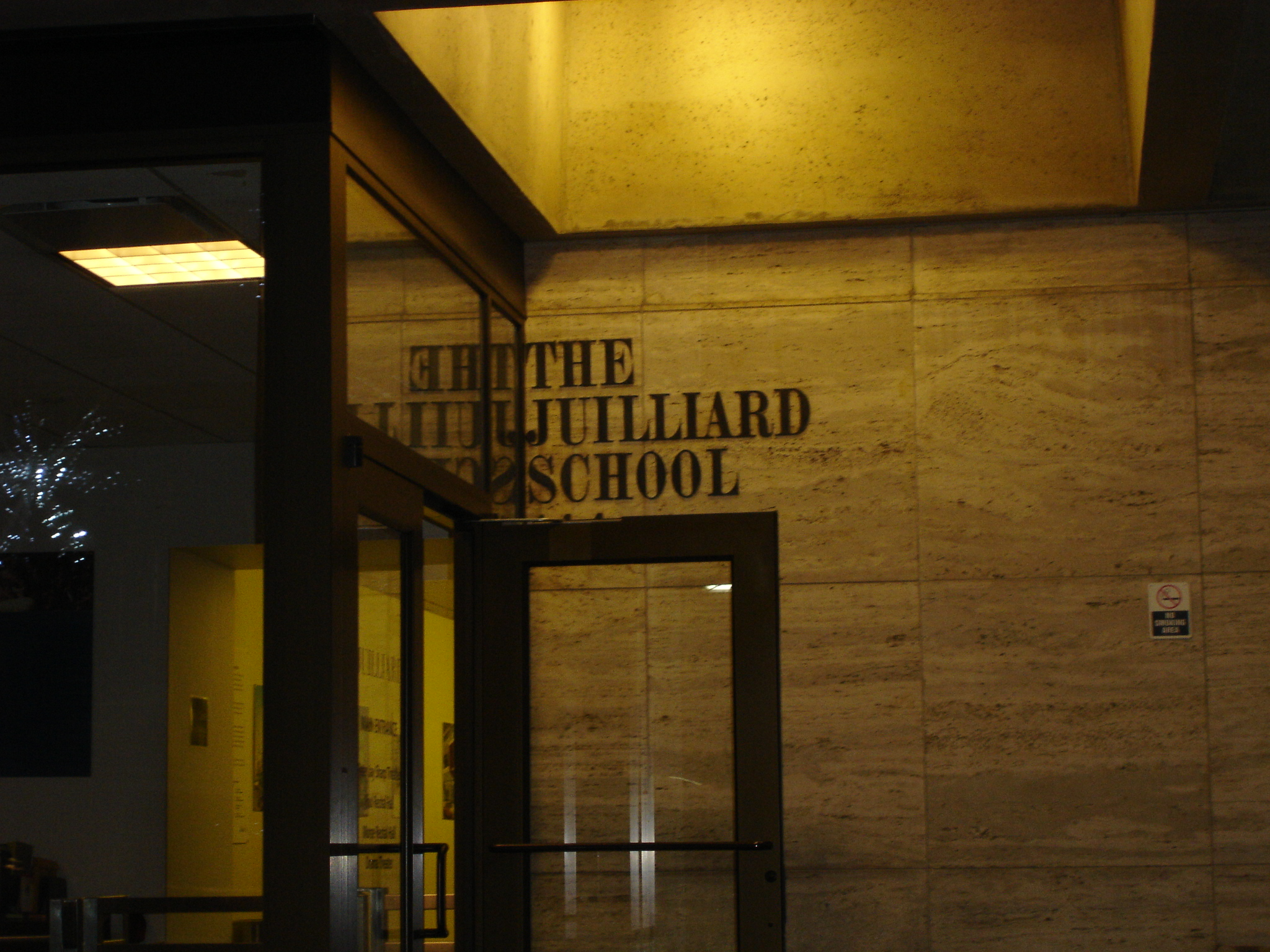
茱莉亞學院大門

1937年，埃内斯特·哈奇森接任厄斯金成为两所院校的校长，直到1945年。1946年两所院校合并成为「茱莉亚音乐学院」（The Juilliard School of Music）。学院的院长由首个普利兹音乐奖的获得者威廉·舒曼（William Schuman）担当。1951年学院开设舞蹈系，并由玛莎·希尔（Martha Hill）担当系主任。
威廉·舒曼从哥伦比亚大学教育学院毕业，并于1932年、1933年和1936年加入茱莉亚夏季培训。他在茱莉亚夏季培训中开始厌恶传统音乐理论和练耳课程，并在对位法和听觉练习中找到价值。于是，1945年在成为茱莉亚音乐学院的校长后，威廉·舒曼专为作曲专业的学生开设了一门全新的课程，即：文学与音乐题材（L&M）。文学与音乐题材的开设是威廉·舒曼对正统理论和练耳反对的标志，但没有形成正式的系统。
威廉·舒曼于1962年被选为出任林肯中心总裁一职后，辞去了茱莉亚音乐学院校长职位。1962年皮博迪音乐学院的一位富有领导经验的作曲家彼得·门宁（Peter Mennin）被选为他的继任者。门宁对“文学与音乐题材”课程做出了显著的改善：由知名音乐教育家芮妮·朗伊（Renée Longy）讲授视唱练耳。1968年门宁聘请约翰·豪斯曼（John Houseman）指导新开设的戏剧系。1968年改名為「茱莉亞學院」（The Juilliard School），並於1969年10月由克莱蒙特大道搬至林肯中心。
彼得·门宁去世后，约瑟夫·波利希（Joseph Polisi）于1984年成为茱莉亚学院的校长。波利希在很多方面，包括慈善、课程拓展及为茱莉亚学院的学生修建学生宿舍等方面获得成就。2001年学院开设爵士乐表演专业。2005年由科林·戴维斯（Colin Davis）指挥由茱莉亚学院和英国皇家音乐学院的学生组成的乐团在BBC逍遥音乐会上的表演，以及2008年茱莉亚乐团在大师张弦的领导下参加了北京、苏州和上海举行的中国之行音乐会。
2006年茱莉亚学院得到了亿万富翁收藏家和金融家布鲁斯·柯夫纳（Bruce Kovner）捐赠的多幅珍贵的音乐手稿，包括乐谱、草稿、作曲家校正稿和莫扎特、巴赫、贝多芬、布朗姆斯、舒曼、肖邦、舒伯特、里斯特、拉威尔、斯特拉文斯基、科普兰等古典音乐大师重要作品的首发版。其中多部手稿一直被禁止复制，其中包括贝多芬的第九交响曲的印刷版附加贝多芬的手改部分，该版本曾用于1824年维也纳的首次公开表演。莫扎特的《费加罗的婚礼》最后一幕的吹奏乐器部分的手稿；贝多芬的《钢琴四手联弹大赋格》的整理稿；舒曼《第二交响曲》的草稿及布朗姆斯《第二交响曲》和《第二钢琴协奏曲》的手稿等。

## 中国发展
2012年6月，茱莉亚学院与天津新金融投资有限责任公司、天津市教育委员会、天津音乐学院四方签署框架协议，决定在将在中国天津市滨海新区于家堡金融区筹建一所由茱莉亚学院运行管理的教育机构。
2015年茱莉亚学院下属的数码艺术部门——茱莉亚互动艺术发布由茱莉亚弦乐四重奏和埃弗里·埃莫若（Avery Amereau）和布瑞恩·泽格（Brian Zeger）共同演绎舒伯特的艺术歌曲《死神与少女》的弦乐四重奏iPhone和iPad应用。该应用是茱莉亚学院首次为中文是母语的用户开发的，并于同年开发了又一款手机应用——茱莉亚公开课。
2015年9月28日，在中国人民解放军艺术学院院长彭丽媛的见证下，茱莉亚学院院长约瑟夫·波利希宣布在天津成立研究院，这标志着茱莉亚学院在亚洲的全方位拓展迎来了新的里程碑。天津茱莉亚学院将于2018年9月开学，提供三个专业的硕士学位课程：管弦乐表演、室内乐表演和钢琴艺术指导。除此之外，学院将面向各年龄段和不同水平的艺术爱好者，为他们提供音乐入门、公开表演和互动性展览。

## 海外分院

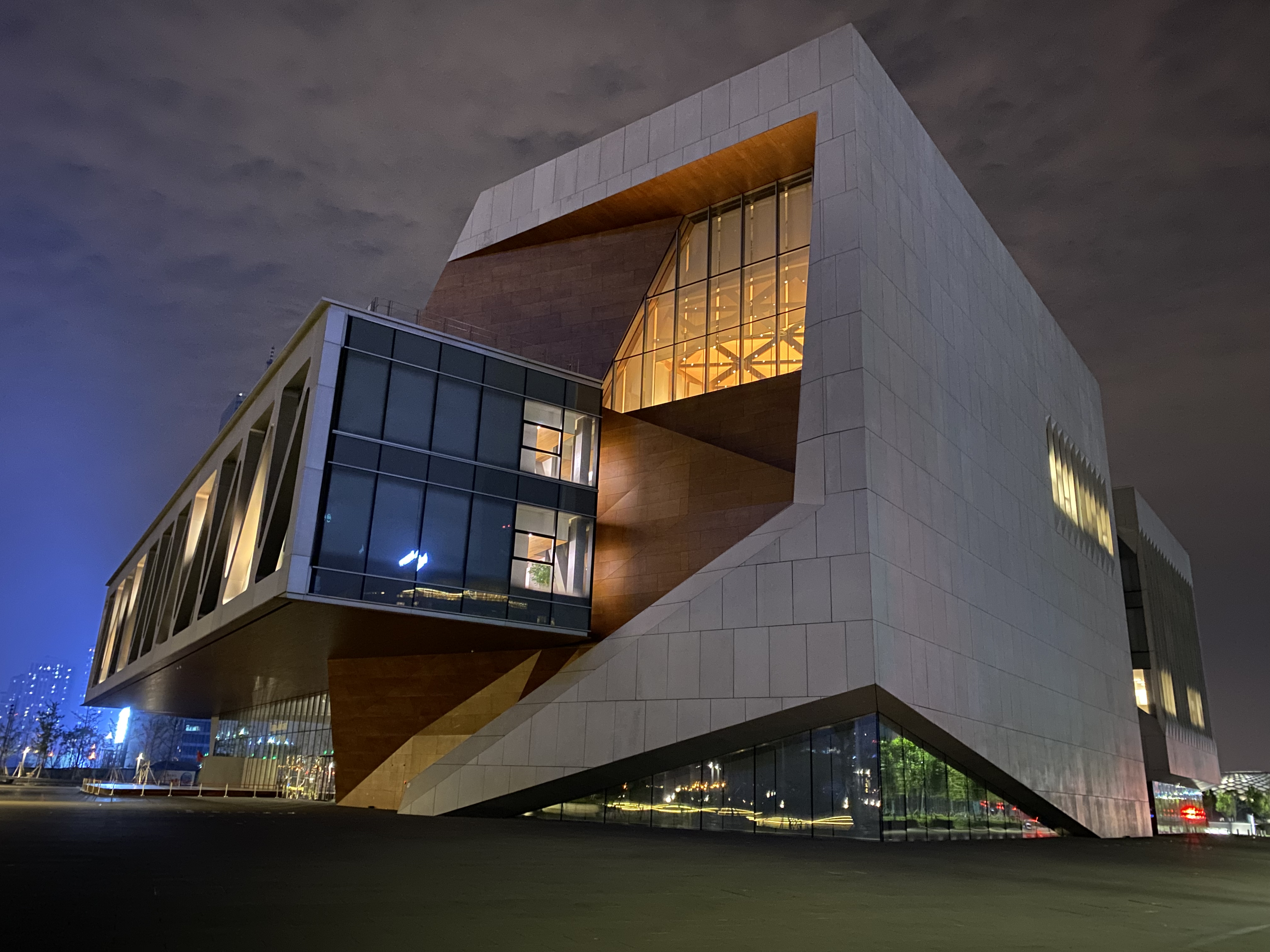
天津茱莉亚学院

天津茱莉亚学院是茱莉亚音乐学院在纽约本部以外第一个分院，同时也是在中国颁发美国硕士学位的第一个表演艺术类高等学府。2019年9月，天津茱莉亚学院大学预科项目在天津音乐学院举行开学典礼。2021年10月26日，位于天津滨海新区于家堡的校址正式启用。

## 入學
茱莉亞學院招收學位課程申請者和大學預科學生。後者可進入音樂學院的專案計畫，讓年輕學生在預科課程中發展個人的音樂技能；所有希望參加大學預科部音樂進步計畫的申請人，年齡必須在 8 至 18 歲之間，且必須在教職人員和行政規劃人員的面前親自演奏。
茱莉亞學院招生計畫包括數步驟：申請人必須提交完整的申請資料、學校成績單和推薦信；某些專業還會要求申請人提交個人作品以做為預篩選紀錄，以供作申請程序的一部分進行評估。 然後學院會邀請有限的申請人參加現場試演。因為競爭激烈，有時候學院還會對某些申請者進行額外的再面試。試演之後，學校會邀請選定的申請人與項目管理員會面。
入讀茱莉亞學院的競爭非常激烈。 2007-2011年間錄取率在5.5%到8.0%之間2012 年秋季，學院部門收到2,657 名本科申請者，其中僅7.2% 被錄取，所錄取的第 75 個百分位數的 GPA 為 3.96，SAT 分數為 1350。
哥倫比亞大學提供交叉註冊計畫，茱莉亞學院學生經錄取後，可以參加哥倫比亞大學的課程，反之亦然。但該計畫具有高度選擇標準，每年僅招收 10-12 名茱莉亞學院的學生。哥倫比亞大學的學生還可以選擇在茱莉亞學院攻讀音樂碩士學位，並在五/六年間，獲得巴納德學院或哥倫比亞大學的學士學位和茱莉亞學院的音樂碩士學位。 

## 專業部門
學校提供舞蹈、戲劇和音樂課程，所有學士和碩士學位，都必須包含有文科課程的學分。 
舞蹈部由威廉·舒曼於 1951 年成立，瑪莎希爾(Martha Hill) 擔任總監。該部提供美術學士學位或文憑。 
戲劇部由演員約翰•赫斯曼(John Houseman)和米歇爾•聖丹尼斯(Michel Jacques Saint-Deni)於 1968 年成立。其表演課程提供美術學士學位、文憑，並於 2012 年秋季開始提供美術碩士學位。 [25] 2006 年，詹姆斯•霍頓 (James Houghton) 成為戲劇部主任，建立“裁減制度”，每年裁掉二年級學生多達三分之一。1993 年開始，“Lila Acheson Wallace 美國劇作家計畫”提供為期一年的免學費的研究生獎學金，受選定的學生可獲得第二年的延期並獲得藝術家文憑。“安德魯·W·梅隆劇院導演藝術家文憑課程”是為期兩年的研究生獎學金始於 1995 年，之後在 2006 年秋季結束。
音樂部是學校最大的部門，學生可獲得的學位包括音樂學士或文憑、音樂碩士或研究生文憑、藝術家文憑和音樂藝術博士。學術專業是銅管樂器、協作鋼琴、作曲、吉他、豎琴、復古風格演奏、爵士樂研究、管弦樂指揮、管風琴、打擊樂、鋼琴、弦樂、聲樂和木管樂器。協作鋼琴、復古風格演奏和管弦樂指揮課程僅提供予研究生階段；歌劇研究和音樂表演子課程僅提供予藝術家文憑課程。茱莉亞聲樂藝術系現已併入前茱莉亞歌劇中心。

## 輔助單位

### 大學預科部
茱莉亞學院的大學預科部教授小學及中學生。 每年的9月至 5 月，每週六在林肯中心的茱莉亞大樓進行大學預科課程。
所有學生除了學習主要樂器外，還學習“唱名”和音樂理論；聲樂專業的學生還必須學習發音和表演，鋼琴專業須學習鋼琴演奏，弦樂、銅管樂和木管樂手以及打擊樂手也參與管弦樂團的演奏。大學預科有兩個管弦樂團，大學預科交響樂團 (PCS) 和大學預科管弦樂團 (PCO)。對於學生的安置分配是按年齡以劃分，學生可以選擇學習指揮、合唱和室內樂。
自 1916 年起，大學預科部成為音樂藝術學院的一部分，預科部所聘請的培訓教師與大學部大致相同。該部在許多知名音樂家的栽培下蓬勃發展，為學生提供最高藝術水平的培訓。基於其培育水準的自信，該部獨立在學院之外，擁有自己的畢業典禮和畢業文憑。

### 音樂技術中心
茱莉亞學院音樂技術中心成立於 1993 年，目的在提供學生使用資訊科技以創作表演。該計畫已普及至各種課程，例如音樂技術概論、音樂製作、電影評分、電腦表演，和作曲研究。
2009 年，音樂技術中心加入最先進的設施，包括“混音/錄音室”以及用於作曲技術及排練的“遊戲室”。 茱莉亞學院並與威爾遜劇院合作，由音樂技術中心提供跨學科整合和電聲項目表演技術。

### 茱莉亞電子樂團
茱莉亞電子樂團 (Juilliard Electric Ensemble) 成立於 2003 年，目的在為茱莉亞學院的三個專業部門（舞蹈、戲劇和音樂）提供機會，讓學生在多學門互動交流及共同創作中，使用新的科技做更具創新的呈現。
自電子樂團首次亮相以來，已演奏許多作曲家的作品。樂團通過全球網絡將藝術與電腦做更佳的結合，使用電子工具控制視聽元素，利用互動技術擴大樂器的呈現範圍，並通過虛擬即時技術塑造視頻和影像投射。

## 外部連結
- 茱莉亞學院網站 （页面存档备份，存于）